# 杨思泽
杨思泽（1947年2月—）是中華民國台北市出身的中华人民共和国政治人物。1968年國立成功大學机械系学士、1970年國立清華大學]原子科學研究所碩士、1978年美國加州大學柏克利分校核工程所博士，1979年即赴中國大陸持續研究。曾任第八届、第九届、第十届、第十一届全国政协委员。
加入台湾民主自治同盟，担任台盟中央常委、中国科学院物理研究所博士生导师。2008年，当选第十一届全国政协委员，代表中华全国台湾同胞联谊会，分入第二十四组。并担任港澳台侨委员会专委。